# Marco Lucchesi
Marco Lucchesi   (Rio de Janeiro, 9 de desembre de 1963), de nom complet Marco Americo Lucchesi, és un escriptor, periodista i esperantista brasiler. És membre de l'Academia Brasileira de Letras des de 2011. També és professor titular d'idiomes a la Universitat Federal de Rio de Janeiro.

## Biografia
Marco Lucchesi va néixer a Copacabana, Rio de Janeiro. Els seus pares, italians, Elena Dati i Egidio Lucchesi, enginyer de radiocomunicacions; van emigrar al Brasil per invitació d'Assis Chateaubriand per treballar en el seu sistema de radiodifusió. Va tenir una infància bilingüe, parlant italià i portuguès.
Es va graduar en Història per la Universitat Federal Fluminense i es va llicenciar en Ciències de la Literatura per la Universitat Federal de Rio de Janeiro, i doctorar en Filosofia del Renaixement per la Universitat de Colònia a Alemanya. És professor de Literatura Comparada a la UFRJ des de 1989, investigador del Consell Nacional per al Desenvolupament Científic i Tecnològic (CNPq) i professor visitant a diverses institucions internacionals.
Va ser elegit el president més jove de l'Acadèmia Brasileira de Lletres dels últims setanta anys, amb 47 anys, el 7 de desembre de 2017.
Els seus llibres s'han traduït a l'àrab, romanès, italià, anglès, francès, alemany, espanyol, persa, rus, turc, polonès, hindi, suec, hongarès, urdú, bengalí i llatí. Va ser editor de les revistes Poesia Sempre, Tempo Brasileiro (del 2007 al 2015 – vol. 171 al 203) i Mosaico Italiano (del 2005 al 2008 – ed. 21 al 52). Entre 2012 i 2017 va ser director de la fase VIII de la Revista Brasileira da ABL, havent coordinat la publicació dels números 70 a 93. És membre de la junta de l'Editora UFRJ (2016-2020), així com de diverses revistes científiques i literàries al Brasil, a Llatinoamèrica i Europa. Ha estat consultor i ha preparat originals per a les editorials Record, Nova Fronteira, Nova Aguilar, José Olympio, Civilização Brasileira i Bem-Te-Vi. També va ser columnista del diari O Globo del 2010 al 2018.
Lucchesi també va destacar en el sector de la Coordinació General d'Investigació i Edició de la Biblioteca Nacional, on va ser responsable de l'edició de catàlegs i facsímils en el període comprès entre el 2006 i el 2011. L'any 2010 va ser responsable de l'exposició "Biblioteca Nacional 200 anys: una defensa de l'infinit".
Ha traduït diversos autors, entre els quals, publicats en forma de llibre, dues novel·les d'Umberto Eco, Scienza Nuova, de Vico, els poemes de la novel·la Doctor Zhivago, obres de Guillevic, Primo Levi, Rumi, Hölderlin, Khliebnikov, Trakl, Juan de la Cruz, Francisco Quevedo i Angelus Silesius. Amb coneixements de més de vint idiomes, "fins i tot va crear un llenguatge artificial anomenat 'laputar'".

## Reconeixements
Ha rebut diversos premis, entre els quals el Premi Alceu Amoroso Lima, pel conjunt de l'obra poètica (2008), el premi Marin Sorescu, a Romania (2006), i el Premi Ministero dei Beni Culturali a Itàlia. Va ser guardonat tres vegades amb el Premi Jabuti i va rebre el títol de Doctor Honoris Causa a la Universitat Tibiscus (Romania, 2016).
El gener de 2023, Lucchesi va ser nomenat per la ministra de Cultura del govern de Lula da Silva, Margareth Menezes, per presidir la Biblioteca Nacional, a Rio de Janeiro. El maig del mateix any va assumir la presidència de la institució. Al juliol, el president Luiz Inácio Lula da Silva li va concedir l'Ordre Nacional del Mèrit Científic, en reconeixement de la seva tasca i contribució a l'àmbit científic del país.